# Decalatge temporal
El decalatge temporal és una tècnica utilitzada en videoart i més específicament en videoinstal·lacions. Consisteix a mostrar les imatges diferides un breu temps respecte a com transcorren en temps real en l'espai de la videoinstal·lació mitjançant l'ús del circuit tancat de televisió (CCTV).

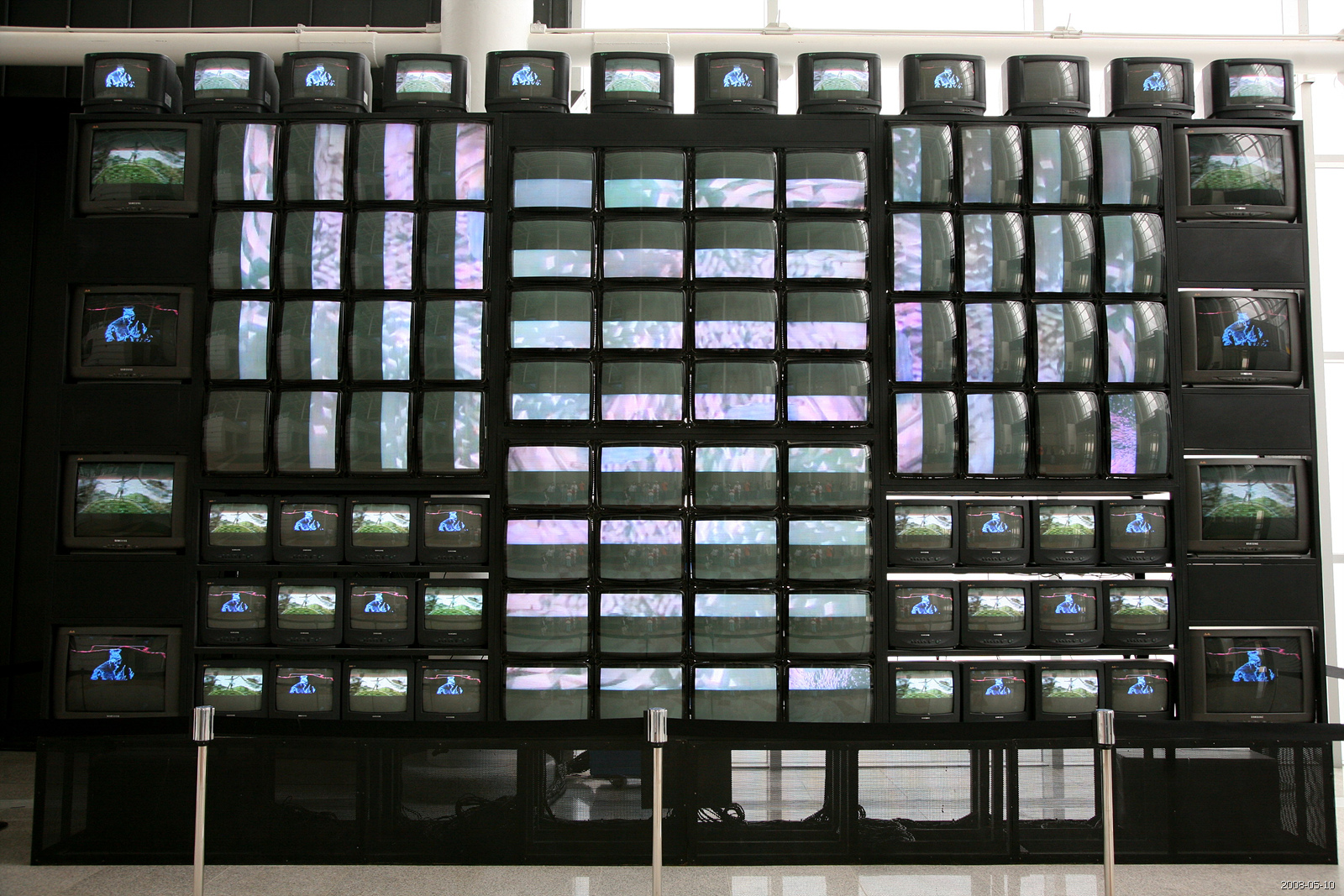
Nam June Paik

El decalatge temporal no es pot dissociar de l'espai físic on transcorre l'acció d'art. La seva finalitat és incloure l'espectador de l'obra i fer-lo reflexionar sobre la percepció del temps i de l'espai, sobre si mateix i sobre els processos psicològics que hi participen.

## El decalatge temporal dins el context del llenguatge del videoart
El decalatge temporal es basa en un mecanisme que retarda la difusió de la imatge gravada un curt temps abans dins l'espai de la videoinstal·lació. La visió d'aquestes imatges en forma de feedback i la seva proximitat al temps actual provoca una alteració de la percepció del temps. Aquest decalatge varia entre 2 i 10 segons, i hi ha bases neurofisiològiques que indiquen que 8 segons és el límit màxim perquè la memòria a curt termini formi part de l'experiència del present. Aquestes bases neurofisiològiques expliquen l'alteració en la percepció del temps i estan al darrere de l'ús del decalatge temporal per modificar l'autoconsciència.
Hem d'entendre la tècnica del decalatge temporal dins la recerca de les característiques específiques del vídeo. Nam June Paik ratificava aquesta idea i alhora afirmava que “el vídeo és essencialment temps”. Bill Viola afirmava que “el temps és la matèria primera del vídeo”.
Estudiosos del videoart com Barbara London i Josu Rekalde confirmen aquesta consideració del temps com un dels seus elements definitoris. La tècnica del decalatge temporal es pot considerar com un dels passos per elaborar una sintaxi del vídeo, equiparable a alguns efectes emprats per artistes com Woody Vasulka o Bill Viola, entre d'altres.

## Context històric
La tècnica del decalatge temporal cal emmarcar-la històricament dins el corrent d'experimentació creativa i tecnològica que es va donar al món de l'art i la comunicació als anys 60 i 70. Avenços tecnològics com el Portapak van marcar el naixement del videoart.
Aquesta va ser una època de permanent qüestionament dels valors establerts en tots els àmbits: polític, social, individual i estètic. Va ser una època d'activisme, compromís i lluita. S'exploraven els límits de l'art i el paper del públic en l'obra d'art. Bill Viola reflexiona sobre la fascinació que produïa en l'espectador poder-se veure en un monitor amb decalatge temporal i les conseqüències psicològiques que això provocava.

## Autors i obres destacades
Frank Gillette i Ira Schneider van fer ús dels circuits tancats de TV en Wipe Cycle (1969). Aquesta complexa videoinstal·lació va ser de les primeres a posar en pràctica la tècnica del decalatge temporal. Va ser inclosa a l'exposició «TV as a creative medium» i mostrava 9 monitors amb imatge en viu i altres amb decalatges de 8 i 16 respecte a la imatge en viu. Gillette i Schneider qüestionaven el tema del flux arbitrari de la informació en televisió.
Bill Viola va incorporar un decalatge de 7 segons entre les imatges dels dos monitors que conformaven la seva primera videoinstal·lació, Instant Replay (1972)
Peter Campus utilitza un decalatge temporal de 3 segons en Anamnesis (1973) per reflexionar sobre l'efecte que l'absència de moviment té en la noció del temps.
Dan Graham és possiblement l'artista més conegut per l'ús del decalatge temporal en videoart. En les seves instal·lacions amb circuit tancat de televisió Time Delay Room (1974) i Present Continuous Past(s) (1974), Graham fa un ús sistemàtic del decalatge temporal per a “revelar les manipulacions ocultes en la suposada objectivitat de la fotografia, del cine o de la televisió”. En Present Continuous Past(s) una càmera de vídeo grava l'espai (una habitació tancada), i les imatges es mostren amb un decalatge de 8 segons a través d'un monitor situat al costat de la càmera. Graham incorpora un mirall que reflecteix tant la càmera com les imatges mostrades pel monitor, amb la qual cosa aconsegueix una multiplicació 'ad infinitum' de les imatges amb decalatges amb intervals de 8 segons. Un mirall lateral reflecteix de forma estàtica el 'temps present' en contraposició a l'experiència subjectiva de l'observador que observa la seva pròpia imatge en el monitor. En l'obra de Graham, el decalatge temporal sembla unir temps i espai, passat i present en un exercici d'autoconsciència crítica.
Richard Serra i Nancy Holt creen a Boomerang (1974) un exemple de decalatge temporal aplicat a l'àudio en lloc de la imatge. En el vídeo podem veure la Nancy Holt mentre parla i escolta les seves pròpies paraules a través d'uns auriculars amb un decalatge d'uns segons. Ella mateixa descriu la confusió que li produeix aquesta alteració del temps, descrivint la situació com el reflex en un mirall...de manera que estic rodejada per mi mateixa i la meva ment em rodeja...no hi ha escapatòria.
Jim Campbell a la videoinstal·lació Memory Recollection (1978) porta el decalatge temporal més enllà al barrejar imatges en temps real amb imatges d'altres observadors, en un altre temps i un altre lloc. Planteja la simultaneïtat del temps passat i present i els efectes psicològics que això provoca «el meu treball pretén interpretar, representar i reflectir els processos i estats psicològics, i també les seves disfuncions».
Marie-Jo Lafontaine, a A les cinc de la tarda (1984), fa servir de forma explícita el decalatge temporal per alterar la percepció del temps. A les cinc de la tarda es compon de quinze monitors disposats en cercle que mostren les mateixes imatges taurines amb petits decalatges temporals entre ells. «...el espectador puede ver a la vez el pasado, el presente y el futuro...». Lafontaine fa servir el decalatge temporal de forma similar en Victoria (1988), aquesta vegada amb 19 monitors muntats sobre monòlits i disposats en forma d'espiral que ens mostren dos homes realitzant una espècie de dansa, amb les mateixes imatges mostrades en els diferents monitors amb decalatges temporals molt breus que tenen un efecte hipnòtic sobre l'espectador.
Pedro Garhel en Estanque (1993) fa servir dos monitors per mostrar les imatges preses abans per dues càmeres en circuit tancat de TV. Una d'elles mostra el públic llençant monedes a l'estany, una planxa daurada, i l'altra mostra les imatges de les monedes caient a l'estany i enfonsant-se. Es tracta d'una videoinstal·lació interactiva on el públic ocupa un espai central. Garhel sembla proposar una presa de consciència sobre la pròpia acció.
James Coupe a Panoptic Panorama #2: Five people in a room (2013) utilitza el decalatge temporal i el circuit tancat de TV amb nous recursos tecnològics, com càmeres de video d'alta definició, programes de reconeixement facial i algoritmes informàtics basats en motors de cerca i xarxes socials. La videoinstal·lació està formada per cinc càmeres disposades en forma d'anell i programades per gravar de forma contínua un camp de visió de 360°. Les imatges es mostren, filtrades, en cinc monitors disposats sobre una paret. Coupe reflexiona sobre els conceptes d'autoobservació, observació mútua i videovigilància com a metàfora per explorar les paradoxes de la condició humana en la postmodernitat.